# Zabranjeni koncert
Zabranjeni koncert je drugi album v živo zagrebške rock skupine Prljavo kazalište, ki je izšel pri založbi InterService. 
Koncert je imenovan »prepovedan«, ker bi moral biti izveden v Zagrebu na Stadionu Maksimir, vendar je bil prepovedan in zato izveden na radiu Velika Gorica. Zabranjeni koncert je bil posnet na kaseti v omejeni nakladi. Na albumu se nahaja 10 skladb. Skladba »Uzalud vam trud svirači« je bonus skladba in ni bila posneta v živo.

## Seznam skladb
Vse skladbe je napisal Jasenko Houra, razen kjer je posebej napisano.
| A stran | A stran                                     | A stran |
| Št.     | Naslov                                      | Dolžina |
| ------- | ------------------------------------------- | ------- |
| 1.      | „Mojoj majci‟                               | 6:25    |
| 2.      | „Pet dana ratujem, subotom se zaljubljujem‟ | 5:09    |
| 3.      | „Marina‟                                    | 5:07    |
| 4.      | „Tu noć kad si se udavala‟                  | 5:38    |
| 5.      | „Ma kog me boga za tebe pitaju‟             | 5:10    |

| B stran | B stran                                        | B stran |
| Št.     | Naslov                                         | Dolžina |
| ------- | ---------------------------------------------- | ------- |
| 1.      | „Kiše jesenje‟                                 | 3:39    |
| 2.      | „Kao ja da poludiš‟ (Jasenko Houra/Ines Prajo) | 3:33    |
| 3.      | „Heroj ulice‟                                  | 9:20    |
| 4.      | „Lupi petama‟                                  | 7:27    |
| 5.      | „Uzalud vam trud svirači‟                      | 3:48    |

## Zasedba

### Prljavo kazalište
- Jasenko Houra – kitara
- Tihomir Fileš – bobni
- Ninoslav Hrastek – bas kitara
- Damir Lipošek – solo kitara
- Mladen Bodalec – vokal
- Fedor Boić – klaviature

### Gostje
- Tamburaški orkester Tena (B5)